# Jo (nom de famille)
Pour les articles homonymes, voir Jo.
Jo (coréen : 조, parfois écrit comme Cho) est un nom de famille coréen historiquement royal en Corée. En 2000, il y avait 1 347 730 personnes qui portaient ce nom de famille en Corée du Sud, soit environ 1 % de la population totale. Le nom peut représenter en hanja, 趙 ou 曺.

## Liste des personnes portant ce nom de famille

### Personnes du passé
- Jo Gwang-jo (1482-1520), savant-fonctionnaire de la période Joseon
- Jo Man-yeong (1776-1846), père de la reine Shinjeong
- Cho Man-sik (1883-1950), militant du mouvement indépendantiste coréen

### Personnes de l'époque actuelle
| - Alina Cho, journaliste américaine - Arden Cho, actrice américaine - Cho Byung-hwa, poète, critique et essayiste sud-coréen - Cho Byung-kuk, footballeur sud-coréen - Cho Chi-hun, poète, critique et activiste sud-coréen - Cho Chikun, joueur de go sud-coréen - David Yonggi Cho, ministre chrétien sud-coréen - Erica Cho, artiste américaine - Frank Cho, scénariste coréen-américain - Cho Gue-sung, footballeur sud-coréen - Henry Cho, humoriste américain - Cho Hunhyun, joueur de go sud-coréen - Cho Hye-ri (nom de scène Wax), chanteur sud-coréen - Cho Hyun, footballeur sud-coréen - Cho Hyun-doo, footballeur sud-coréen - Cho Jae-hyun, acteur sud-coréen - Cho Jae-jin, footballeur sud-coréen à la retraite - Cho Ja-young (nom de scène Ah Young), chanteuse sud-coréenne, membre du gril band Dal Shabet - John Cho, acteur coréen-américain - Cho Ki-jung, potier sud-coréen - Cho Kyu-hyun, chanteur sud-coréen, membre du boys band Super Junior - Liz Cho, présentatrice américaine - Margaret Cho, comédienne américaine - Cho Mi-yeon, chanteuse sud-coréenne, membre du gril band (G)I-DLE - Cho Mi-hye (nom de scène Miryo), rappeuse sud-coréenne, membre du girl group Brown Eyed Girls - Cho Min-woo, footballeur sud-coréen - Cho Myung-ik (nom de scène Mikey), chanteur sud-coréen, membre du boy band Turbo - Cho Minhaeng, scientifique sud-coréen - Cho Namchul (1923–2006), joueur de go sud-coréen - Cho Namgi, Général 3 étoiles chinois d'origine coréenne - Cho PD, producteur de disques et rappeur sud-coréen - Raymond Cho, homme politique coréen-canadien et ministre du gouvernement de l'Ontario - Sam Cho, homme politique et entrepreneur coréen-américain - Seong-Jin Cho, pianiste classique sud-coréen - Cho Seung-woo, acteur sud-coréen - Seung-Hui Cho, assassin de masse sud-coréen, responsable de la fusillade de Virginia Tech - Cho Seung-youn, auteur-compositeur-interprète sud-coréen, membre du boy band Uniq - Cho So-hyun, footballeur sud-coréen - Cho Sonjin, joueur sud-coréen de go - Cho Won-hee, footballeur sud-coréen à la retraite - Cho Yeo-jeong, catrice sud-coréenne - Cho Yong-pil, chanteur sud-coréen - Cho Yoon-Kyoung, chercheur interdisciplinaire sud-coréen - Cho Yoon-sun, politicien sud-coréen - Cho Yoon-jeong, joueur de tennis sud-coréen à la retraite - Cho Yoon-woo, acteur sud-coréen - Cho Yu-min, footballeur sud-coréen - Cho Zang-hee, neuroscientifique sud-coréen - Amadeus Cho, un personnage dans Marvel Comics - Kimball Cho, un personnage dans The Mentalist - Dr. Isabel Cho, l'un des quatre principaux protagonistes de Dead Space: Aftermath - Cho Cheol-gang, le principal antagoniste de Crash Landing on You - Cho Sang-woo, un personnage de Squid Game - Jo Yi-seo, le rôle principal féminin de Itaewon Class - Teacher Jo, le secrétaire du principal antagoniste de Sky Castle - Jo Yeong et Jo Eun-sup, deux personnages de The King: Eternal Monarch | - Jo Bo-ah, actrice sud-coréenne - Jo Hye-joo, actrice et modèle sud-coréenne - Jo Hyeon-woo, gardien de but de football sud-coréen - Jo Hyun-jae, acteur sud-coréen - Jo In-sung, acteur sud-coréen - Jo Jin-mi, plongeuse nord-coréenne - Jo Jinho, chanteur sud-coréen, membre du boy band Pentagon - Jo Kwon, chanteur et artiste sud-coréen, membre du boy band 2AM - Jo Min-su, actrice sud-coréenne - Jo Myong-rok (1928–2010), politicien nord-coréen - Jo Se-ho, comédien sud-coréen - Jo Shin-ae, actrice sud-coréenne - Sumi Jo, soprano colorature sud-coréenne primée aux Grammy Awards - Jo Sung-mo, chanteur sud-coréen - Jo Yong-in, joueur sud-coréen de League of Legends - Jo Yu-ri, chanteuse et actrice sud-coréenne, ancienne membre du gril group Iz*One - Jo Sung-woo (nom de scène Code Kunst), compositeur sud-coréen - Jo Gwang-il, rappeur et auteur-compositeur sud-coréen - Jo Woo-chan, rappeur sud-coréen |